# Marayke Jonkers
Marayke Jonkers est une nageuse handisport australienne, née le 13 septembre 1981 à Hobart (Australie). Elle est double médaillée de bronze aux Jeux paralympiques d'été de 2004 et médaillée d'argent aux Jeux paralympiques d'été de 2008. 

## Biographie
Marayke Jonkers est née le 13 septembre 1981. Elle a grandi dans la région de Sunshine Coast. Elle devient paraplégique à l'âge de 8 mois, des suites d'un accident de voiture. 